# Pinkpop 1987
Pinkpop 1987 werd gehouden op 8 juni 1987 in Baarlo. Het was de 18e editie van het Nederlands muziekfestival Pinkpop en de enige editie in Baarlo. Er waren circa 32.000 toeschouwers. Het weer was koud en regenachtig. De presentatie was in handen van Jan Douwe Kroeske.

## Optredens
- Lou Reed
- Echo & the Bunnymen
- The Communards
- Hüsker Dü
- In Tua Nua
- Chris Isaak
- Iggy Pop
- Lone Justice
- Fatal Flowers

## Afzeggingen
- The Smiths waren aangekondigd, maar zegden kort voor het festival af - zij werden vervangen door Lou Reed.
- Ook The Mission stond geprogrammeerd, maar werd vervangen door Lone Justice.